# Forum for Born-Again Churches of Rwanda
Forum for Born-Again Churches of Rwanda (FOBACOR) är en ekumenisk organisation, grundad 2005 av en rad nya evangelikala, baptistiska och karismatiska trossamfund som bildats efter folkmordet i Rwanda 1994.
Ett hundratal kristna kyrkor och organisationer är anslutna. FOBACOR:s president är Charles Mugisha Buregeya från New Life Bible Church, ordförande är Yoshua Masasu från Evangelical Restoration Church och generalsekreterare är pastor Sandrali Sebakara. 
Stadgar och trosbekännelse slår fast tron på treenighetsläran, på Bibeln som Guds ord och praktiserandet av troendedop genom nedsänkning.